# Домброва-Хелминьска (гмина)
Домброва-Хелминьска (пол. Dąbrowa Chełmińska) — сельская гмина (волость) в Польше, входит как административная единица в Быдгощский повет, Куявско-Поморское воеводство. Население — 7058 человек (на 2004 год).

## Сельские округа
1. Болюмин
2. Борки
3. Чарже
4. Чемлево
5. Домброва-Хелминьска
6. Гзин
7. Яново
8. Мозговина
9. Новы-Двур
10. Остромецко
11. Отовице
12. Рафа
13. Стшижава
14. Валдово-Крулевске

## Прочие поселения
1. Болюминек
2. Дембовец
3. Гзин-Дольны
4. Мала-Кемпа
5. Пень
6. Рептово
7. Слоньч
8. Велька-Кемпа

## Соседние гмины
1. Быдгощ
2. Гмина Добрч
3. Гмина Унислав
4. Гмина Злавесь-Велька

## Палеогенетика
У образцов из богатых камерных погребений средневекового могильника в деревне Пьен обнаружили митохондриальные гаплогруппы C5c1 и I. У образца Pien7 (Pień cemetery (grave 32) __ 940–995 AD) определили митохондриальную гаплогруппу U3b3. Полученные результаты для ядерных аллелей и мтДНК не подтверждают скандинавского происхождения анализируемой популяции. Соотношения стабильных изотопов углерода и азота (δ 13 C и δ 15 N) костного коллагена лиц, погребëнных в средневековых элитных камерных могилах (вторая половина X — первая половина XI века) в Пьене, а также в Бодзе, Дзекановицах и Совинках, позволили определить их диету. Образцы рëберных костей были взяты у лиц, захороненных в камерных могилах. Результаты показывают, что диета элитных мужчин была основана на растениях C3 с возможным вкладом некоторого количества C4 растения (просо) и значительное потребление белков животного происхождения, включая рыбу. Костный коллаген углерода и азота мужских камерных погребений свидетельствовал о потреблении продуктов более высокого трофического уровня (мяса и рыбы), в то время как рацион женщин и молодëжи был подобен рациону простолюдинов.